# 特里普里人
特里普拉人自称博罗克人，是印度東北部特里普拉邦與孟加拉國吉大港山區的原住民族。特里普拉王國統治此區域直到1949年併入印度。

## 歷史
他們被印度人稱為克拉底人。他們曾经在孟加拉抵抗蒙兀兒帝国，直到1949年10月14日，當天特里普拉邦被印度吞併。

## 語言
特里普拉人多数説博羅克語（汉藏语系）和孟加拉語。

## 宗教
博罗克人原为万灵论者，據2001年人口普查，大約有90％的特里普拉人被孟加拉人影响信仰毗濕奴派印度教與性力派，其餘大部分被英国人影响信仰基督新教浸信會。他們的印度教徒宣称自己是刹帝利。

## 社會
他们因生活在山區，互相隔離。每個社區有自己的基本的社會和行政組織，村是最基础行政单位，國王與地方中間人是土邦大君。他们文化上更接近東南亞人，與印度人完全不同，他们語言也不同於印度東北部其他藏緬民族。
他們通常50戶一村生活在山坡上，住在干欄式建築中。